# Hans-Jörg Rheinberger
Hans-Jörg Rheinberger (Grabs, 12 de enero de 1946) es un historiador de la ciencia de Liechtenstein nacido en el cantón de San Galo, Suiza.

## Biografía
Rheinberger se formó en la Universidad de Tubinga, Universidad Libre de Berlín y la Universidad Técnica de Berlín. 
Se licenció en Filosofía en 1973, obtuvo un postdoctorado en Biología en 1982 y habilitación en biología molecular en 1987. Desde 1997, es miembro científico de la Max Planck Society y fue director del Instituto Max Planck de Historia de la Ciencia en Berlín de 1997 a 2014. Hans-Jörg Rheinberger ha sido miembro del Instituto de Estudios Avanzados de Berlín (Wissenschaftskolleg zu Berlin) y del Colegio Helvético de la Escuela Politécnica Federal de Zúrich. Es profesor honorario en el Instituto de Filosofía e Historia de la Ciencia de la Universidad Técnica de Berlín, miembro de la Berlin-Brandenburgische Akademie der Wissenschaften, de la Academia alemana de las ciencias naturales Leopoldina y doctor honoris causa por el Instituto Federal Suizo de Tecnología en Zúrich.
Su investigación se centra en la historia de la ciencia, el estudio epistemológico de la experimentación en las ciencias de la vida y la práctica de la investigación científica, con especial atención a la biología de los siglos XIX y XX. Al tender un puente entre el estudio de la historia y las ciencias contemporáneas más avanzadas, como la biología molecular, su trabajo representa un ejemplo de transdisciplinariedad en la sociedad actual basada en el conocimiento.  En sus estudios, describe los "sistemas experimentales" como momentos impulsores del desarrollo de las ciencias naturales modernas.